# Rio Călmâiasa
O Rio Călmâiasa é um rio da Romênia, afluente do Rio Bertea, localizado no distrito de Prahova.